# NGC 590
NGC 590 (również PGC 5808 lub UGC 1109) – galaktyka spiralna z poprzeczką (SB0-a), znajdująca się w gwiazdozbiorze Andromedy. Odkrył ją Heinrich Louis d’Arrest 22 września 1865 roku.